# Йоакін Сейс
Йоакін Сейс (нід. Joaquin Seys; нар. 28 березня 2005, Остенде) — бельгійський футболіст, захисник клубу «Брюгге».

## Клубна кар'єра
Почав займатися футболом в системі клубу «Остенде», а 2012 року приєднався до академії «Брюгге». 31 березня 2022 року підписав свій перший професіональний контракт з клубом до 2024 року. Грав за команду до 18 років, а влітку 2022 року переведений до мололіжної команди Брюгге (до 23 років) — Клуб НКСТ, що змагається в Челледжер Про Лізі.
10 травня 2023 року продовжив контракт з «Брюгге» до 2026 року.
20 липня 2024 року дебютував в першій команді «Брюгге», вийшовши в стартовому складі на матч за Суперкубок Бельгії проти «Юніона». Дебютував в Про-лізі 26 липня 2024 року в поєдинку з «Мехеленом» і відзначився своїм першим голом в професіональній кар'єрі. 18 вересня 2024 року в матчі загального етапу Ліги чемпіонів УЄФА проти дортмундської «Боруссії» дебютував у єврокубках. В дебютному сезоні допоміг «Брюгге» здобути Кубок Бельгії, що став 12-им в історії клубу.

## Кар'єра в збірній
Виступав за збірні Бельгії до 18 і до 19 років.
8 листопада 2024 року вперше викликаний до збірної Бельгії головним тренером Доменіко Тедеско для участі в матчах Ліги націй УЄФА проти збірних Італії та Ізраїлю.

## Статистика виступів
Станом на 19 серпня 2025 
| Клуб              | Сезон             | Чемпіонат           | Чемпіонат | Чемпіонат | Кубок | Кубок | Єврокубки | Єврокубки | Інші  | Інші | Всього | Всього |
| Клуб              | Сезон             | Дивізіон            | Матчі     | Голи      | Матчі | Голи  | Матчі     | Голи      | Матчі | Голи | Матчі  | Голи   |
| ----------------- | ----------------- | ------------------- | --------- | --------- | ----- | ----- | --------- | --------- | ----- | ---- | ------ | ------ |
| Клуб НКСТ         | 2022–23           | Челленджер Про-ліга | 24        | 0         | —     | —     | —         | —         | —     | —    | 24     | 0      |
| Клуб НКСТ         | 2023–24           | Челленджер Про-ліга | 27        | 1         | —     | —     | —         | —         | —     | —    | 27     | 1      |
| Клуб НКСТ         | Всього            | Всього              | 51        | 1         | 0     | 0     | 0         | 0         | 0     | 0    | 51     | 1      |
| Брюгге            | 2024–25           | Про-ліга            | 25        | 2         | 2     | 0     | 10        | 0         | 1     | 0    | 38     | 2      |
| Брюгге            | 2025–26           | Про-ліга            | 4         | 0         | 0     | 0     | 3         | 1         | 1     | 0    | 8      | 1      |
| Брюгге            | Всього            | Всього              | 29        | 2         | 2     | 0     | 13        | 1         | 2     | 0    | 46     | 3      |
| Всього за кар'єру | Всього за кар'єру | Всього за кар'єру   | 80        | 3         | 2     | 0     | 13        | 1         | 2     | 0    | 97     | 4      |

1. 1 2  Матчі в Лізі чемпіонів УЄФА
2. 1 2  Матчі в Суперкубку Бельгії

## Досягнення
«Брюгге»
- Володар Кубка Бельгії: 2024–25[15]
- Володар Суперкубка Бельгії: 2025[16]